# عبد الرحمان مساسي
عبد الرحمان مساسي  (24 مارس 1985 المغرب) هو لاعب كرة قدم مغربي يلعب كلاعب وسط.

## روابط خارجية
- عبد الرحمان مساسي على موقع الاتحاد الدولي (مؤرشف)  (الإنجليزية)
- عبد الرحمان مساسي على موقع قاعدة بيانات كرة القدم.إي يو (الإنجليزية)